# Heinrich Haslinde
Heinrich Haslinde est un homme politique allemand, né le 21 mai 1881 à Berlin (Empire allemand) et mort le 26 novembre 1958 à Marquartstein (Bavière).
Membre du Zentrum, il est ministre de l'Alimentation et de l'Agriculture en 1926. 